# Nagoya Rinkai Kōsoku Tetsudō
Die Nagoya Rinkai Kōsoku Tetsudō (NRKT, jap. 名古屋臨海高速鉄道株式会社, Nagoya Rinkai Kōsoku Tetsudō kabushiki-gaisha, engl. Nagoya Waterfront Rapid Transit Co.,Ltd.) ist eine japanische Bahngesellschaft mit Sitz in Nagoya in der Präfektur Aichi. Sie betreibt die Aonami-Linie, die den Bahnhof Nagoya mit dem Hafengebiet verbindet.

## Unternehmen
Bei der NRKT handelt es sich um ein so genanntes „Unternehmen des dritten Sektors“, einer Kooperation zwischen der öffentlichen Hand und Privatunternehmen. Die wichtigsten Aktionäre sind die Stadt Nagoya (76,9 %), die Präfektur Aichi (12,6 %), die Bahngesellschaft JR Central (3,2 %), die Development Bank of Japan (1,7 %) und der Energieversorger Chūbu Denryoku (1,0 %).

## Fahrzeuge
Für den Personenverkehr auf der Aonami-Linie setzt die NRKT 32 elektrische Triebwagen der Baureihe 1000 ein. Sie wurden von Nippon Sharyō hergestellt und 2004 im Hinblick auf die Eröffnung der Strecke ausgeliefert. Es verkehren acht Züge, die aus je zwei Steuer- und zwei Mittelwagen zusammengesetzt sind. Während ein Steuerwagen 140 Personen Platz bietet (davon 46 Sitzplätze), sind es bei den Mittelwagen 151 Personen (davon 56 Sitzplätze); zusammen können also mit einer Komposition bis 582 Fahrgäste befördert werden.
Im Depot Shionagi der Aonami-Linie werden nur einfache Wartungsarbeiten durchgeführt, während Revisionen und Ähnliches an das Betriebswerk Nagoya von JR Central ausgelagert werden. Deshalb verkehren die Fahrzeuge manchmal auf Gleisen der Chūō-Hauptlinie, nachdem sie im Bahnhof Nagoya gewendet haben.

## Geschichte
Am 2. Dezember 1997 erfolgte die Gründung der NRKT, am 6. Oktober 2004 die Betriebsaufnahme der Aonami-Linie. Die ursprüngliche Nachfrageprognose ging von 66.000 Fahrgästen täglich aus. Die tatsächliche Zahl lag jedoch mit nur 18.226 Fahrgästen täglich weit darunter, was dazu führte, dass die Abschreibungskosten die Betriebseinnahmen in jedem Geschäftsjahr seit der Eröffnung der Bahn übertrafen. Aufgrund dieser Tatsache und einer Überprüfung der Nachfrageprognosen wies das Finanzergebnis für das am 31. März 2010 abgeschlossene Geschäftsjahr eine Wertminderung des Anlagevermögens in Höhe von rund 41,3 Milliarden Yen aus, was einen Überschuss an Verbindlichkeiten von rund 41,5 Milliarden Yen zur Folge hatte.
Gemäß dem vom MLIT am 12. November 2010 angekündigten Umstrukturierungsplan wurde zur Verbesserung der Finanzlage des Unternehmens im selben Monat eine 100-prozentige Kapitalherabsetzung des bestehenden Kapitals von 15,7 Mrd. Yen durchgeführt und gleichzeitig ein Debt Equity Swap in Höhe von 30,640 Mrd. Yen in Form von Darlehen der Stadt Nagoya und der Präfektur Aichi umgesetzt. Ebenso führten die Stadt Nagoya und der Präfektur Aichi eine Kapitalerhöhung in Höhe von 2 Mrd. Yen in bar durch. Mit diesem Geld als Hauptfinanzierungsquelle war das Unternehmen im Dezember 2010 in der Lage, rund 2,1 Mrd. der rund 14,2 Mrd. Yen, die es von der Development Bank of Japan (DBJ) geliehen hatte, auf einmal zurückzahlen, während die DBJ den Rest der Schulden erließ. Dadurch konnte die Insolvenz der NRKT abgewendet werden (die Stadt Nagoya zahlte auf der Grundlage einer Verlustausgleichsvereinbarung eine Entschädigung). Diese Vereinbarung wurde im Rahmen eines Turnaround-ADR-Verfahrens getroffen.
Seit dieser Umschuldung hat sich das Defizit von Jahr zu Jahr verringert und die Fahrgastzahlen stiegen seit 2011 stetig an. Dies ist auf den Zuwachs der Bevölkerung entlang der Strecke in den letzten Jahren zurückzuführen, insbesondere aufgrund des Bau neuer kommerzieller Einrichtungen und Wohnhochhäuser in der Nähe der Bahnhöfe Nakajima und Arakogawa Park im Süden der Strecke. Anderseits führte die Eröffnung neuer touristischer Attraktionen nahe der Endstation Kinjō-futō wie dem Eisenbahnmuseum SCMaglev and Railway Park und dem Themenpark Legoland Japan Resort ebenfalls zu mehr Fahrgästen.